# GP2 Asia Series 2009-2010
La stagione 2009–10 della GP2 Asia Series è la terza stagione del campionato GP2 Asia Series. Iniziata il 31 ottobre 2009 e terminata il 14 marzo 2010, dopo 8 appuntamenti divisi in quattro fine settimana di gare.
Il campionato è stato vinto dal pilota italiano Davide Valsecchi della iSport International. Lo stesso team si è aggiudicato la classifica per scuderie.

## La stagione

### Calendario
| Gara | Gara | Circuito                              | Data        |
| ---- | ---- | ------------------------------------- | ----------- |
| 1    | R1   | Yas Marina Circuit                    | 31 ottobre  |
| 1    | R2   | Yas Marina Circuit                    | 1º novembre |
| 2    | R1   | Yas Marina Circuit                    | 5 febbraio  |
| 2    | R2   | Yas Marina Circuit                    | 6 febbraio  |
| 3    | R1   | Bahrain International Circuit, Sakhir | 26 febbraio |
| 3    | R2   | Bahrain International Circuit, Sakhir | 27 febbraio |
| 4    | R1   | Bahrain International Circuit, Sakhir | 13 marzo    |
| 4    | R2   | Bahrain International Circuit, Sakhir | 14 marzo    |

### Test pre stagionali
La stagione inizia di fatto con dei test nei giorni 23 e 24 ottobre 2009 ad Abu Dhabi sul nuovo Yas Marina Circuit.
| Circuito           | Data       | Sessione   | Pilota più rapido | Team                   | Tempo    |
| ------------------ | ---------- | ---------- | ----------------- | ---------------------- | -------- |
| Yas Marina Circuit | 23 ottobre | Mattina    | Davide Valsecchi  | iSport International   | 1:57.504 |
| Yas Marina Circuit | 23 ottobre | Pomeriggio | Luca Filippi      | MalaysiaQi-Meritus.com | 1:52.842 |
| Yas Marina Circuit | 24 ottobre | Mattina    | Davide Valsecchi  | iSport International   | 1:52.355 |
| Yas Marina Circuit | 24 ottobre | Pomeriggio | Luca Filippi      | MalaysiaQi-Meritus.com | 1:51.415 |

## Team e piloti

### Scuderie
Tutti i team che hanno partecipato alla serie principale nel 2009, ad eccezione della Racing Engineering prendono parte al campionato, ai quali si aggiunge il MalaysiaQi-Meritus.com. La Durango si è poi ritirata per problemi finanziari.

### Tabella riassuntiva
| Team                    | No. | Piloti               | Gare   |
| ----------------------- | --- | -------------------- | ------ |
| DAMS                    | 1   | Christian Vietoris   | Tutte  |
| DAMS                    | 2   | Edoardo Piscopo      | Tutte  |
| Piquet GP Rapax Team    | 3   | Vladimir Arabadzhiev | Tutte  |
| Piquet GP Rapax Team    | 4   | Daniel Zampieri      | 1-3    |
| Piquet GP Rapax Team    | 4   | Luiz Razia           | 4      |
| Barwa Addax Team        | 5   | Max Chilton          | 1, 3-4 |
| Barwa Addax Team        | 5   | Giedo van der Garde  | 2      |
| Barwa Addax Team        | 6   | Luiz Razia           | 1      |
| Barwa Addax Team        | 6   | Sergio Pérez         | 2-3    |
| Barwa Addax Team        | 6   | Rodolfo González     | 4      |
| ART Grand Prix          | 7   | Marcus Ericsson      | 1      |
| ART Grand Prix          | 7   | Jules Bianchi        | 2-4    |
| ART Grand Prix          | 8   | Sam Bird             | Tutte  |
| Arden International     | 11  | Charles Pic          | Tutte  |
| Arden International     | 12  | Rodolfo González     | 1      |
| Arden International     | 12  | Javier Villa         | 2-4    |
| Super Nova Racing       | 14  | James Jakes          | 1      |
| Super Nova Racing       | 14  | Marcus Ericsson      | 2      |
| Super Nova Racing       | 14  | Jake Rosenzweig      | 3-4    |
| Super Nova Racing       | 15  | Josef Král           | Tutte  |
| iSport International    | 16  | Oliver Turvey        | Tutte  |
| iSport International    | 17  | Davide Valsecchi     | Tutte  |
| Trident Racing          | 18  | Johnny Cecotto, Jr.  | 1      |
| Trident Racing          | 18  | Dani Clos            | 2,4    |
| Trident Racing          | 18  | Adrian Zaugg         | 3      |
| Trident Racing          | 19  | Plamen Kralev        | Tutte  |
| MalaysiaQi-Meritus.com  | 20  | Luca Filippi         | Tutte  |
| MalaysiaQi-Meritus.com  | 21  | Diego Nunes          | 1      |
| MalaysiaQi-Meritus.com  | 21  | Alexander Rossi      | 2      |
| Ocean Racing Technology | 22  | Alexander Rossi      | 1      |
| Ocean Racing Technology | 22  | Max Chilton          | 2      |
| Ocean Racing Technology | 22  | Yelmer Buurman       | 3-4    |
| Ocean Racing Technology | 23  | Fabio Leimer         | Tutte  |
| Scuderia Coloni         | 24  | Roldán Rodríguez     | 1      |
| Scuderia Coloni         | 24  | Alberto Valerio      | 2      |
| Scuderia Coloni         | 24  | Álvaro Parente       | 3-4    |
| Scuderia Coloni         | 25  | Will Bratt           | Tutte  |
| DPR                     | 26  | Michael Herck        | Tutte  |
| DPR                     | 27  | Giacomo Ricci        | Tutte  |

## Risultati e classifiche

### Risultati
| Gara | Gara | Circuito                              | Pole Position    | GPV              | Vincitore          | Team                   |
| ---- | ---- | ------------------------------------- | ---------------- | ---------------- | ------------------ | ---------------------- |
| 1    | R1   | Yas Marina Circuit                    | Davide Valsecchi | Davide Valsecchi | Davide Valsecchi   | iSport International   |
| 1    | R2   | Yas Marina Circuit                    |                  | Davide Valsecchi | Christian Vietoris | DAMS                   |
| 2    | R1   | Yas Marina Circuit                    | Charles Pic      | Davide Valsecchi | Oliver Turvey      | iSport International   |
| 2    | R2   | Yas Marina Circuit                    |                  | Davide Valsecchi | Davide Valsecchi   | iSport International   |
| 3    | R1   | Bahrain International Circuit, Sakhir | Jules Bianchi    | Javier Villa     | Davide Valsecchi   | iSport International   |
| 3    | R2   | Bahrain International Circuit, Sakhir |                  | Giacomo Ricci    | Charles Pic        | Arden International    |
| 4    | R1   | Bahrain International Circuit, Sakhir | Luca Filippi     | Luca Filippi     | Luca Filippi       | MalaysiaQi-Meritus.com |
| 4    | R2   | Bahrain International Circuit, Sakhir |                  | Sam Bird         | Giacomo Ricci      | David Price Racing     |

### Classifica Piloti
- I punti sono assegnati secondo lo schema seguente:

| Sistema di punteggio | Sistema di punteggio | Sistema di punteggio | Sistema di punteggio | Sistema di punteggio | Sistema di punteggio | Sistema di punteggio | Sistema di punteggio | Sistema di punteggio | Sistema di punteggio | Sistema di punteggio |
| Posizione            | 1º                   | 2º                   | 3º                   | 4º                   | 5º                   | 6º                   | 7º                   | 8º                   | Pole Position        | GPV                  |
| -------------------- | -------------------- | -------------------- | -------------------- | -------------------- | -------------------- | -------------------- | -------------------- | -------------------- | -------------------- | -------------------- |
| Gara 1               | 10                   | 8                    | 6                    | 5                    | 4                    | 3                    | 2                    | 1                    | 2                    | 1                    |
| Gara 2               | 6                    | 5                    | 4                    | 3                    | 2                    | 1                    |                      |                      |                      | 1                    |

| Pos. | Pilota               | ABU1 FEA | ABU1 SPR | ABU2 FEA | ABU2 SPR | BHR1 FEA | BHR1 SPR | BHR2 FEA | BHR2 SPR | Punti |
| ---- | -------------------- | -------- | -------- | -------- | -------- | -------- | -------- | -------- | -------- | ----- |
| 1    | Davide Valsecchi     | 1        | 2        | 2        | 1        | 1        | 20       | 2        | 4        | 56    |
| 2    | Luca Filippi         | 2        | 8        | 14†      | 17       | 2        | 18       | 1        | 8        | 29    |
| 3    | Giacomo Ricci        | Rit      | Rit      | 5        | 3        | 4        | 2        | 5        | 1        | 29    |
| 4    | Javier Villa         |          |          | 4        | 11       | 3        | 3        | 7        | 6        | 19    |
| 5    | Charles Pic          | Rit      | 15       | 10       | 8        | 5        | 1        | 3        | 19       | 18    |
| 6    | Oliver Turvey        | 8        | 4        | 1        | 5        | 9        | 6        | 9        | 11       | 17    |
| 7    | Sam Bird             | 18†      | 18       | Rit      | Rit      | 13       | 4        | 6        | 2        | 12    |
| 8    | Álvaro Parente       |          |          |          |          | 6        | Rit      | 4        | 3        | 12    |
| 9    | Alexander Rossi      | 4        | 5        | 6        | 9        | Rit      | Rit      | 11       | 5        | 12    |
| 10   | Christian Vietoris   | 6        | 1        | Rit      | 14       | 14       | 9        | Rit      | 14       | 9     |
| 11   | Josef Král           | 5        | 3        | 9        | Rit      | 21       | 11       | 16       | 10       | 8     |
| 12   | Jules Bianchi        |          |          | 3        | 7        | 10       | NC       | 10       | Rit      | 8     |
| 13   | Michael Herck        | 13       | 9        | 7        | 2        | 23       | 13       | 18       | Rit      | 7     |
| 14   | James Jakes          | 3        | 10       |          |          |          |          |          |          | 6     |
| 15   | Sergio Pérez         |          |          | 12       | 4        | 7        | 17       |          |          | 5     |
| 16   | Edoardo Piscopo      | 9        | 7        | Rit      | 16       | 15       | 5        | 8        | NP       | 3     |
| 17   | Johnny Cecotto, Jr.  | 7        | 6        |          |          |          |          |          |          | 3     |
| 18   | Max Chilton          | 16       | 17       | 8        | 6        | 18       | 12       | 19†      | 15       | 2     |
| 19   | Adrian Zaugg         |          |          |          |          | 8        | 19       |          |          | 1     |
| 20   | Vladimir Arabadzhiev | Rit      | Rit      | 13       | 10       | 17       | 7        | 12       | 9        | 0     |
| 21   | Yelmer Buurman       |          |          |          |          | 12       | 10       | 13       | 7        | 0     |
| 22   | Daniel Zampieri      | 15       | Rit      | Rit      | 15       | 11       | 8        |          |          | 0     |
| 23   | Roldán Rodríguez     | 10       | 14       |          |          |          |          |          |          | 0     |
| 24   | Marcus Ericsson      | 11       | 12       | 17†      | 12       |          |          |          |          | 0     |
| 25   | Will Bratt           | 12       | Rit      | 11       | 21†      | 16       | Rit      | 15       | 16       | 0     |
| 26   | Luiz Razia           | Rit      | 11       |          |          |          |          | Rit      | 13       | 0     |
| 27   | Dani Clos            |          |          | Rit      | 13       |          |          | 14       | 12       | 0     |
| 28   | Diego Nunes          | Rit      | 13       |          |          |          |          |          |          | 0     |
| 29   | Rodolfo González     | 14       | 16       |          |          |          |          | Rit      | Rit      | 0     |
| 30   | Jake Rosenzweig      |          |          |          |          | 19       | 14       | 17       | 17       | 0     |
| 31   | Fabio Leimer         | 17       | Rit      | Rit      | Rit      | 20       | 15       | Rit      | NP       | 0     |
| 32   | Alberto Valerio      |          |          | 15       | 18       |          |          |          |          | 0     |
| 33   | Plamen Kralev        | Rit      | Rit      | 16       | 20       | 22       | 16       | Rit      | 18       | 0     |
| 34   | Giedo van der Garde  |          |          | Rit      | 19       |          |          |          |          | 0     |
| Pos. | Pilota               | ABU1 FEA | ABU1 SPR | ABU2 FEA | ABU2 SPR | BHR1 FEA | BHR1 SPR | BHR2 FEA | BHR2 SPR | Punti |

| Colore  | Risultato             |
| ------- | --------------------- |
| Oro     | Vincitore             |
| Argento | 2º posto              |
| Bronzo  | 3º posto              |
| Verde   | Finito a punti        |
| Blu     | Finito senza punti    |
| Viola   | Ritirato (Rit)        |
| Viola   | Non classificato (NC) |
| Rosso   | Non qualificato (NQ)  |
| Nero    | Squalificato (SQ)     |
| Bianco  | Non partito (NP)      |
| Bianco  | Non ha gareggiato     |
| Bianco  | Infortunato (INF)     |
| Bianco  | Escluso (ES)          |
| Bianco  | Gara cancellata (C)   |

### Classifica scuderie
| Pos | Team                    | Vettura No. | ABU1 FEA | ABU1 SPR | ABU2 FEA | ABU2 SPR | BHR1 FEA | BHR1 SPR | BHR2 FEA | BHR2 SPR | Punti |
| --- | ----------------------- | ----------- | -------- | -------- | -------- | -------- | -------- | -------- | -------- | -------- | ----- |
| 1   | iSport International    | 16          | 8        | 4        | 1        | 5        | 9        | 6        | 9        | 11       | 73    |
| 1   | iSport International    | 17          | 1        | 2        | 2        | 1        | 1        | 20       | 2        | 4        | 73    |
| 2   | Arden International     | 11          | Rit      | 15       | 10       | 8        | 5        | 1        | 3        | 19       | 37    |
| 2   | Arden International     | 12          | 14       | 16       | 4        | 11       | 3        | 3        | 7        | 6        | 37    |
| 3   | David Price Racing      | 26          | 13       | 9        | 7        | 2        | 23       | 13       | 18       | Rit      | 36    |
| 3   | David Price Racing      | 27          | Rit      | Rit      | 5        | 3        | 4        | 2        | 5        | 1        | 36    |
| 4   | MalaysiaQi-Meritus.com  | 20          | 2        | 8        | 14†      | 17       | 2        | 18       | 1        | 8        | 34    |
| 4   | MalaysiaQi-Meritus.com  | 21          | Rit      | 13       | 6        | 9        | Rit      | Rit      | 11       | 5        | 34    |
| 5   | ART Grand Prix          | 7           | 11       | 12       | 3        | 7        | 10       | NC       | 10       | Rit      | 20    |
| 5   | ART Grand Prix          | 8           | 18†      | 18       | Rit      | Rit      | 13       | 4        | 6        | 2        | 20    |
| 6   | Super Nova Racing       | 14          | 3        | 10       | 17†      | 12       | 19       | 14       | 17       | 17       | 14    |
| 6   | Super Nova Racing       | 15          | 5        | 3        | 9        | Rit      | 21       | 11       | 16       | 10       | 14    |
| 7   | DAMS                    | 1           | 6        | 1        | Rit      | 14       | 14       | 9        | Rit      | 14       | 12    |
| 7   | DAMS                    | 2           | 9        | 7        | Rit      | 16       | 15       | 5        | 8        | NP       | 12    |
| 8   | Scuderia Coloni         | 24          | 10       | 14       | 15       | 18       | 6        | Rit      | 4        | 3        | 12    |
| 8   | Scuderia Coloni         | 25          | 12       | Rit      | 11       | 21†      | 16       | Rit      | 15       | 16       | 12    |
| 9   | Ocean Racing Technology | 22          | 4        | 5        | 8        | 6        | 12       | 10       | 13       | 7        | 9     |
| 9   | Ocean Racing Technology | 23          | 17       | Rit      | Rit      | Rit      | 20       | 15       | Rit      | NP       | 9     |
| 10  | Barwa Addax Team        | 5           | 16       | 17       | Rit      | 19       | 18       | 12       | 19†      | 15       | 5     |
| 10  | Barwa Addax Team        | 6           | Rit      | 11       | 12       | 4        | 7        | 17       | Rit      | Rit      | 5     |
| 11  | Trident Racing          | 18          | 7        | 6        | Rit      | 13       | 8        | 19       | 14       | 12       | 4     |
| 11  | Trident Racing          | 19          | Rit      | Rit      | 16       | 20       | 22       | 16       | Rit      | 18       | 4     |
| 12  | Piquet GP Rapax Team    | 3           | Rit      | Rit      | 13       | 10       | 17       | 7        | 12       | 9        | 0     |
| 12  | Piquet GP Rapax Team    | 4           | 15       | Rit      | Rit      | 15       | 11       | 8        | Rit      | 13       | 0     |
| Pos | Team                    | Vettura No. | ABU1 FEA | ABU1 SPR | ABU2 FEA | ABU2 SPR | BHR1 FEA | BHR1 SPR | BHR2 FEA | BHR2 SPR | Punti |

| Colore  | Risultato             |
| ------- | --------------------- |
| Oro     | Vincitore             |
| Argento | 2º posto              |
| Bronzo  | 3º posto              |
| Verde   | Finito a punti        |
| Blu     | Finito senza punti    |
| Viola   | Ritirato (Rit)        |
| Viola   | Non classificato (NC) |
| Rosso   | Non qualificato (NQ)  |
| Nero    | Squalificato (SQ)     |
| Bianco  | Non partito (NP)      |
| Bianco  | Non ha gareggiato     |
| Bianco  | Infortunato (INF)     |
| Bianco  | Escluso (ES)          |
| Bianco  | Gara cancellata (C)   |